# Torneo de Hua Hin 2015
El Hua Hin Championships 2015 es un torneo de tenis profesional jugado en interiores canchas duras. Se trata de la 1ª edición del torneo que forma parte de la serie WTA 125s 2015, con un total de 125.000 dólares en premios. Se llevará a cabo en Hua Hin, Tailandia, el 9 hasta 15 de noviembre de 2015.

## Cabeza de serie

### Individual femenino
| Tenista            | Ranking | Preclasificada |
| Misaki Doi         | 60      | 1              |
| Zheng Saisai       | 75      | 2              |
| Nao Hibino         | 79      | 3              |
| Yaroslava Shvedova | 82      | 4              |
| Kurumi Nara        | 83      | 5              |
| Evgeniya Rodina    | 84      | 6              |
| Tímea Babos        | 85      | 7              |
| Kirsten Flipkens   | 94      | 8              |

- Ranking del 2 de noviembre de 2015

### Dobles femenino
| Tenista                      | Ranking | Preclasificada |
| Liang Chen Wang Yafan        | 93      | 1              |
| Shuko Aoyama Makoto Ninomiya | 171     | 2              |
| Han Xinyun Zhang Kai-lin     | 198     | 3              |
| Chan Chin-wei Ksenia Lykina  | 262     | 4              |

## Campeonas

### Individual Femenino
Yaroslava Shvedova venció a  Naomi Osaka por 6–4, 6–7(8), 6–4

### Dobles Femenino
Liang Chen /  Wang Yafan vencieron a  Varatchaya Wongteanchai /  Yang Zhaoxuan por 6-3, 6-4